# Mary Wollstonecraftová
Mary Wollstonecraftová, nepřechýleně Mary Wollstonecraft (27. dubna 1759 Hoxton (dnes Londýn) – 10. září 1797 Londýn) byla anglická spisovatelka a sociální reformátorka působící ve Velké Británii, Irsku a Francii. Dnes je Wollstonecraftová považována za jednu ze zakladatelek feministické teorie.
Během své kariéry napsala kromě románů a esejí také cestopis, dílo pojednávající o dějinách francouzské revoluce, knihu o mravech a knihu pro děti. Její nejznámější dílo je Obhajoba práv žen (1792). Tam tvrdí, že ženy nejsou od přírody podřadné mužům, ale pouze se tak jeví, protože jim není dopřáno vzdělání. Wollstonecraftová si jako ideální představuje sociální řád založený na rozumu, kde budou ženy i muži považováni za racionální bytosti.
Po smrti Wollstonecraftové zveřejnil její vdovec dílo Memoir (1798), které pojednává o jejím životě a odhaluje její neortodoxní životní styl, což ji zničilo reputaci na téměř celé století. Nicméně začátkem 20. století, kdy vznikalo feministické hnutí, nabyly její myšlenky ohledně rovnoprávnosti žen a kritiky konvenční ženskosti znovu na důležitosti.

## Život
Mary Wollstonecraftová se narodila 27. dubna 1759 v Londýně jako druhé ze sedmi dětí Elizabeth Dixonové a Edwarda Johna Wollstonecrafta. I když příjmy její rodiny jí během jejího dětství zajišťovaly příjemný život, rodina začala kvůli pochybným investicím jejího otce strádat. Údajně to byl násilník, který během opilosti napadal svou ženu. Během dospívání lehávala Mary Wollstonecraftová přede dveřmi ložnice své matky, aby ji ochránila. Podobně ochranitelskou roli hrála i v životech svých sester Everiny a Elizy. Během jejího mládí ji ovlivnila přátelství s dcerou filozofa a vědce Jane Ardenovou a ilustrátorkou Fanny Bloodovou, k jejíž rodině se přestěhovala po smrti své matky v roce 1780. Mary a Fanny si byly velmi blízké - když Fanny Bloodová zemřela při porodu v roce 1785, Mary Wollstonecraftovou to velmi zasáhlo. Fannyina smrt byla později částí inspirace pro první knihu Wollstonecraftové Mary: A Fiction (1788).

### Počátky literární kariéry
S pomocí přátel získala Wollstonecraftová v roce 1785 pozici guvernantky u rodiny Kingsboroughových v Irsku. Některé ze zážitků, které nabírala během roku v této pozici se později objeví v její jediné knize pro děti, Original Stories from Real Life (Původní příběhy ze skutečného života, 1788).
Po roce v pozici guvernantky se rozhodla započít svou kariéru spisovatelky. Tehdy to bylo radikální rozhodnutí, málokterá žena se zvládla uživit psaním. Své sestře Everině napsala v roce 1787, že se snaží stát „první nového druhu.“ S pomocí liberálního nakladatele Josepha Johnsona se přestěhovala do Londýna a našla si příbytek i způsob obživy. Naučila se německy a francouzsky a pracovala jako překladatelka. Psala také recenze románů pro Johnsonovo periodikum Analytical Review. Její intelektuální záběr se v této době rozšiřoval i díky společnosti, ve které se vyskytovala - účastnila se Johnsonových večírků a seznámila se například s Thomasem Painem, spisovatelem pamfletů, kterými loboval v USA za revoluci nebo filozofem Williamem Godwinem. Při prvním setkání si Mary Wollstonecraftová s Godwinem nepadli do oka – Godwin si přišel poslechnout Paina, ale Wollstonecraftová se do něj celý večer navážela a téměř v ničem s ním nesouhlasila.
Během svého života v Londýně měla Wollstonecraftová poměr se ženatým švýcarským malířem Henrym Fuselim. Wollstonecraftová navrhla platonické sdílené domácnosti s Fuselim a jeho ženou, která byla návrhem znechucena a přerušila s ní veškeré styky. Wollstonecraftová se v reakci rozhodla vycestovat do Francie, jejíž nedávné události oslavovala v díle Obhajoba práv člověka, které bylo odpovědí na kritiku francouzské revoluce v díle Edmunda Burka Úvahy o revoluci ve Francii (1790) a přineslo jí slávu téměř přes noc. Původně bylo dílo Wollstonecraftové publikováno 29. listopadu 1790 anonymně, poté co strávila měsíc jeho psaním. Později bylo druhé vydání zveřejněno 18. prosince, tentokrát již s jménem Wollstonecraftové jako autorky.

### Francie, Gilbert Imlay a první dítě
Do Paříže se Wollstonecraftová vydala v prosinci 1792 a přijela přibližně měsíc před popravou Ludvíka XVI. Během svého pobytu se stýkala spíše než s jakobíny s girondisty. 26. prosince 1792 spatřila bývalého krále, Ludvíka XVI., když byl odváděn před Národní shromáždění. Důstojnost, se kterou čelil smrti, ji dojala až k slzám. V únoru 1793 vyhlásila Francie Británii válku. Wollstonecraftová se snažila odjet do Švýcarska, ale nebylo jí uděleno povolení. 12. dubna 1793 bylo všem cizincům ve Francii zakázáno opustit zemi. Jakobíni převzali moc nad Francií a několik přátel Wollstonecraftové bylo popraveno gilotinou.
Mary Wollstonecraftová se zamilovala do amerického dobrodruha, Gilberta Imlaye, se kterým spávala i přesto, že nebyli svoji, což bylo v té době pro řádnou britskou ženu naprosto nepřípustné. I když ve svém díle Obhajoba práv žen (1792) odmítá sexuální stránku vztahů, Imlay probudil její zájem o sex. Wollstonecraftová byla znechucená tím, jak jakobíni přistupovali k ženám. Odmítali jim dát stejná práva jako mužům a dali najevo, že se ženy mají podrobit ideálu Jean-Jacquese Rousseaua a být pouze pomocnicemi mužů. Po začátku jakobínského teroru upadla Mary Wollstonecraftová v podezření, protože byla občankou Británie a přátelila se s osobami ve vedení girondinů. 31. října 1793 byla většina vedoucích strany girondinů popraveno gilotinou; když toto sdělil Imlay Wollstonecraftové, omdlela. Aby ji ochránil před zatčením, sdělil Imlay americkému velvyslanectví v Paříži falešnou informaci, že si Wollstonecraftovou vzal, čímž by se automaticky stala občankou USA. Ne všichni měli takové štěstí, například Thomase Paina zatkli.
Wollstonecraftová otěhotněla a 14. května 1794 porodila své první dítě, dceru Fanny. Nepřestávala psát ani jako matka malého dítěte v cizí zemi – během svého pobytu v Le Havre v severní Francii sepsala dějiny počátků revoluce s názvem An Historical and Moral View of the French Revolution (publikováno v prosinci 1794 v Londýně). Imlayovi se nelíbily nové mateřské a domácké sklony Wollstonecraftové a opustil ji.
V červenci 1794 padla vláda jakobínů, což Mary Wollstonecraftová uvítala a vrátila se do Paříže. V srpnu 1794 odjel Imlay do Londýna a slíbil, že se brzy vrátí. Mary opakovaně Imlayovi psala a žádala ho, aby se do Francie vrátil, s tím, že v revoluci stále věří a nechce se vrátit do Británie. I poté, co v roce 1795 opustila Francii, mluvila o sobě jako o paní Imlayové, aby její dítě nabylo na legitimitě. I když v Londýně Imlaye vyhledala, on ji odmítl. V květnu 1795 se Wollstonecraftová pokusila o sebevraždu, nejspíše laudanem, ale Imlay jí zachránil život. Jakožto poslední pokus o znovuzískání Imlaye se vydala pouze se svou dcerou a služkou do Skandinávie ve snaze zachránit některé z jeho finančních ztrát. Když se vrátila do Anglie a plně si uvědomila, že jejich vztah je u konce, pokusila se o sebevraždu podruhé a zanechala Imlayovi dopis na rozloučenou. Pokusila se utopit v Temži, ale kolemjdoucí ji zachránil.

### Anglie, William Godwin, narození dcery a smrt

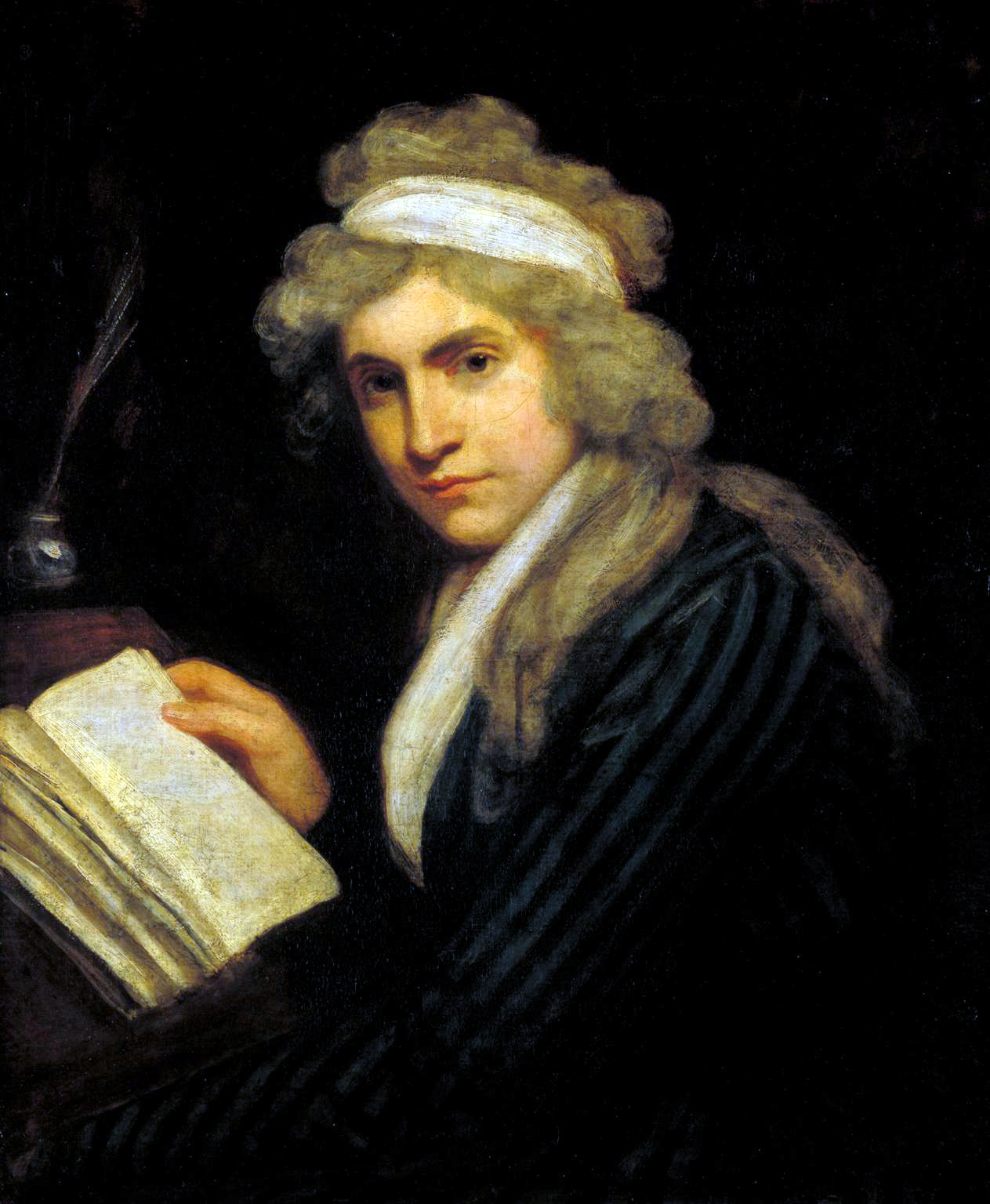

V Londýně se Wollstonecraftová postupně vrátila ke svému literárnímu životu a kruhu kolem Josepha Johnsona, kde se seznámila mimo jiné s feministkou Mary Hays, spisovatelkou Elizabeth Inchbald a velšskou herečkou Sarah Siddons. Navázala milostný poměr s Williamem Godwinem. Když otěhotněla, rozhodli se milenci vzít, aby jejich dítě mělo status legitimity. Jejich svatba odhalila, že Wollstonecraftová nikdy nebyla vdaná za Imlaye a jako důsledek ztratila ona i Godwin mnoho přátel. Po svatbě, která se konala 29. března 1797, se novomanželé odstěhovali do londýnské čtvrti jménem Somers Town. Během jejich manželství si Godwin pronajímal byt nedaleko jejich domova, který využíval jako studovnu, aby si mohli oba manželé zachovat nezávislost. Jejich vztah byl šťastný, i když krátký.
30. srpna 1797 porodila Wollstonecraftová svou druhou dceru, Mary (proslavila se později, již pod jménem Shelleyová, románem Frankenstein). I když se nejdříve zdálo, že vše probíhá bez potíží, objevila se horečka omladnic a po několika dnech strávených v bolestech Mary Wollstonecraftová 10. září zemřela na sepsi. Godwin byl smrtí své ženy zdrcen a svému příteli Thomasi Holcroftovi napsal, že již nikdy nebude šťastný. Wollstonecraftová byla pohřbena na hřbitově Old Saint Pancras Churchyard v Londýně.

## Myšlení
Je autorkou románů, esejů a prací, které se zabývají vzděláním. K jejím známějším dílům patří Několik poznámek o vzdělání dcer (Thoughts on the Education of Daughters, 1787) a Obhajoba práv člověka (A Vindication of the Rights of Men, 1790). Její práce Obhajoba práv žen (A Vindication of the Rights of Woman) z roku 1792 je jedním z prvních spisů, ve kterých byla požadována rovnoprávnost žen a jejich právo na vzdělání.

### Morální a politické spisy

#### Obhajoba práv člověka
Obhajoba práv člověka byla napsána v reakci na Burkeho Úvahy o revoluci ve Francii, které vydal v roce 1790. Burke v textu bránil ideály aristokratického ancien régime a francouzskou revoluci chápal především jako ohrožení tohoto starého řádu. Na knihu byla sepsána řada reakcí a hned první z nich byla od Mary Wollstonecraftové – její Obhajoba práv člověka byla publikována v ten samý měsíc jako Burkeho kniha a v podstatě přes noc ji proslavila. Jejím cílem bylo obhájit principy francouzské revoluce. Podle ní byl Burke slepý k mnoha nespravedlnostem tehdejšího světa – zejména majetkové nespravedlnosti a z ní vyplývající chudoby. Vize společnosti v díle Wollstonecraftové byla postavena na představě rovnosti. Proto také bojovala proti názoru, že by aristokracie byla více ctnostná. Proti Burkově tradicionalistické vizi a jeho lpění na vědění předchozích generací, Wollstonecraftová postulovala svou osvícenskou verzi progresivních dějin. Minulost v sobě podle ní neuchovávala velkou moudrost, naopak byla plna iracionálních předsudků. Proto nechápala proč by se podle Burkeho měla minulost oslavovat, jejími slovy: „proč byla povinnost opravovat starověký hrad, vybudovaný v barbarských dobách?“
Mimo to také kritizovala jeho idealizaci Marie Antoinetty – podle Burkeho právě ona ztělesňovala vznešenost aristokracie a rodinné ideály. Jeho obdiv ke královně byl však podle Wollstonecraftové přehnaný. Ta byla navíc na pochybách, že by stejná přirovnání použil v případě krále-muže. Přestože Wollstonecraftová ve své Obhajobě rozebírala především Úvahy o revoluci ve Francii, útočila i na Burkeho jiný text – Filozofické zkoumání o původu našich idejí vznešeného a krásného (1757), kde Burke ztotožňoval krásu s ženským pohlavím a vznešenost s tím mužským. Podle Wollstonecraftové byl důraz na ženskou krásu a její roztomilost ve společnosti nevhodný a společnost narušující. Důležitost, kterou společnost přikládala kráse u žen, způsobovala, že hodnota ženy se odvíjela nikoliv od jejího vnitřku, ale vnějšku. Wollstonecraftová byla toho názoru, že krása byla propojena s utvářením sociálního řádu a také proto shledávala Burkeho výroky nemístné.

#### Obhajoba práv žen
V roce 1792 napsala Wollstonecraftová další spis – Obhajobu práv žen. V té rozebírá a dále rozvádí své dřívější teze z Obhajoby práv člověka – jako například to, že manželství není nic jiného než vlastnický vztah nebo že tehdejší vzdělávání žen bylo velmi nedostatečné. Tvrdí zde, že žádná společnost nemůže být ctnostná či morální, když je polovina této společnosti podřízena té druhé. Dle Wollstonecraftové jsou ženy ve všech důležitých aspektech podobné mužům – mají stejné duše, stejné mentální kapacity a tudíž by také měly mít ta stejná práva. Právě proto se o knize často mluví jako o jednom z prvních děl feministické literatury a filosofie.
Wollstonecraftová opět spis napsala jako reakci. Tentokrát Obhajobu sepsala kvůli francouzskému politikovi Talleyrandovi a jeho zprávě, kterou měl předat francouzskému národnímu shromáždění. Ta se týkala reformy vzdělávacího systému. Podle Talleyranda mělo vzdělání odrážet rozdílnosti na základě rozdílných politických identit – mužské a ženské. Proto se zastával toho, že by ženy měly mít nárok jen na domácí vzdělání.
Wollstonecraftová se ve spisu znovu vrací ke svým základním argumentům rovnosti pohlaví (či potenciální stejnosti) proto, aby mohla požadovat reformu ženského vzdělávání. Například chtěla, aby dívky měly stejné předměty jako chlapci. Wollstonecraftová dále požadovala radikální přepracování britského práva tak, aby umožňovalo nové, spravedlivější manželství. Takové, ve kterém by ženy mohly nakládat se zdroji domácnosti stejně jako muži. To stejné požadovala v oblasti práce, kde ženy měly být placeny stejně jako muži. Mimo to také chtěla, aby ženy mohly vlastnit a distribuovat majetek a vykonávat prestižní profese.
Ač je Obhajoba považována za feministické dílo, odpovídá odlišnému dobovému kontextu a proto s sebou nese i několik problematických aspektů. Někteří výzkumníci tvrdí, že Obhajoba práv žen byla sice v mnohém napřed v otázkách genderu a politické společnosti, ale stále se jedná o poměrně konzervativní text v jiných oblastech. Například v otázce homosexuality či prostituce – homosexualita byla podle Wollstonecraftové podobná sexuální nemravnosti a prostitutky byly ztělesněním „žen bez rozumu.“
Zajímavé je také to, že Wollstonecraftová ve své Obhajobě srovnávala podřízený status žen s otroctvím. Takové zmínky se mohou zdát problematické vzhledem k tomu, že Wollstonecraftová mluvila především za ženy tehdejší anglické střední třídy. Přesto lze zmínku chápat také jako snahu o propojení několika emancipačních zápasů dohromady. V tom bylo její srovnání skutečně radikální, ale jak poznamenává Moira Ferguson Wollstonecraftová ve své analýze, svou třídní identitu překročit nedokázala a nedala tak základ nějaké širší alianci napříč různými politickými skupinami. Můžeme tedy toto přirovnání brát jako počátek určitého kulturního dialogu a všímání si propletenin útlaku na základě genderu či rasy. Není náhodou, že jen o něco později autorky jako Charlotte Smith či Mary Hays kritizují koloniální otroctví a dávají ho do kontextu diskuzí o ženských právech – i ony Wollstonecraftovou četly.

### Úvahy o vzdělání
Problematiku vzdělávání můžeme u Wollstonecraftové najít napříč celým jejím dílem. Její první spis (Thoughts on the Education of Daughters, 1787) byl o vzdělávání. Dokonce její nejdůležitější dílo, Obhajoba práv žen, je podle Sandrine Bergès v podstatě pojednáním o vzdělávání. Stejně tak najdeme motiv vzdělání v jejích dvou románech – Mary a v nedokončené Maria. Mimo to Wollstonecraftová vytvořila knihu přímo pro děti – Original Stories from Real Life (Původní příběhy ze skutečného života, 1788).
S odkazem na dílo Catherine Macaulay a její Letters on Education pojímala Wollstonecraftové historii vzdělávání žen jako historii ženského podřízení mužům – podle ní muži vymysleli takový systém, které ženy oproti nim učinil slabší. Právě proto byla pro ni reforma vzdělání, jakou navrhla například ve své Obhajobě, tak zásadní. Na její dobu byl radikální především požadavek společného vzdělávání dívek a chlapců – v Evropě v té době totiž žádný podobný společný systém neexistoval.
Koncepce vzdělávání Mary Wollstonecraftové je silně zakotvena v jejich racionalistických tendencích – podle Wollstonecraftové je zásadní možnost zdokonalení lidského rozumu. V otázce rozumu jdou pohlavní rozdíly stranou – rozum a jeho zdokonalitelnost se pro Wollstonecraftovou stávají výchozím bodem přes který argumentuje pro rovnost ve vzdělání. Dokud se neprojeví, že by ženy měly jiný přístup k rozumovosti než muži, měly by mít podle Wollstonecraftové stejný přístup ke vzdělání.
Základy jejího přístupu k pedagogice vychází z filosofie Johna Locka a jeho koncepce mysli jakožto tabula rasa. Podle té je mysl na začátku jen čistým plátnem, které je postupně zaplňováno. Úkolem vzdělávání je směřovat získání jednoduchých idejí ze smyslové zkušenosti či reflexe tak, aby to posilovalo síly rozumu a ctnosti. Rousseauova Emila dostala Wollstonecraftová až ke konci své pedagogické kariéry a je zde jen málo přímého vlivu, který by na ni Rousseau měl, přesto jí Rousseauovy metody – velmi odlišné od Lockových – zaujaly.
Jak zmiňuje Alan Richardson, význačnost Obhajoby tkví především systematickém charakteru tohoto spisu. Wollstonecraftová se zde snažila o detailní popis podřízení žen a také kritiku dřívějších koncepcích ženského vzdělávání. Její úvahy o vzdělání byly na svou dobu rozhodně radikální a navíc byly formulovány v již ne tak přátelském klimatu. Přicházela reakcionářská éra romantismu, která již tolik nečerpala z myšlenek francouzské revoluce. 

### Ctnost, občanství a společnost
Wollstonecraftová viděla tehdejší sociopolitický systém jako institucionalizované zájmy mocných, které společnost (a vztahy v ní) kazily. Soudobé zájmy morálky tehdy pouze reflektovaly krátkodobé zájmy lidí u moci – králů, aristokratů či bohatých. V takovém přístupu se také ukazuje Wollstonecraftové pojetí občanství. Pro ni tak důležitá ctnost je založena na družení se s ostatními. Teprve ve společnosti stejně rovných lidí můžeme naše ctnosti povýšit. Nemluví však pouze o veřejné sféře, i v té domácí se můžeme občanským ctnostem naučit – pokud je však žena či muž odsouzen pouze do jedné ze sfér, nemohou být podle Wollstonecraftové ctnostní. Jak napsala v Obhajobě práv žen: „Chcete-li se stát dobrými občany, musíte nejprve projevovat city syna a bratra. To je jediný způsob, jak rozšířit srdce; neboť veřejné city, stejně jako veřejné ctnosti, musí vždy vyrůstat ze soukromého charakteru“. Žena proto podle Wollstonecraftové není pouze doménou partikulárního, má stejný nárok na univerzálno jako muž a naopak. 

### Vliv
Vliv Wollstonecraftové je znatelný již za jejího života. Často polemizovala s nejrůznějšími autory, ať už to byli již zmiňovaní Edmund Burke či Catharine Macaulay. Její reputaci a vlivu nicméně uškodilo publikování memoárů napsaných jejím manželem Williamem Godwinem. Ten tak učinil po její smrti a do knihy zařadil mnoho intimních detailů o jejím životě včetně toho, že měla mimomanželské dítě nebo že se dvakrát pokusila o sebevraždu. To z ní tehdy udělalo nemorální autorku a byla velmi kritizována. Byla pranýřována i ženskými autorkami – mnoho z nich podle ní vytvořilo své postavy, aby svým čtenářům „udělily“ lekci.
Její Obhajoba práv žen nebyla po roce 1796 hned přetisknuta a najít její výtisk tak bylo poměrně vzácné. Podle Sandrine Bergès a Allana Coffee však nebyla zapomenuta úplně. I přes její pochroumanou reputaci lze dohledat, že Wollstonecraftová měla vliv na filosofii devatenáctého století – četli ji Harriet Taylor či John Stuart Mill. V Anglii byla ve větší míře znovuobjevena až v době hnutí sufražetek. V roce 1879 byl prvním pokusem její rehabilitace vydání jejích Letters to Imlay, a chvíli poté také její první biografie od Elizabeth Robins Pennell. V roce 1898 byla Wollstonecraftová dokonce tématem disertační práce a také knihy, která z ní následně vznikla. 
Během 20. století ji četly tak politicky odlišné autorky jako byly Virginia Woolf či Emma Goldman. Nejvíce pozornosti však dostala až během druhé vlny feminismu. V té době ji však kritičtější feminismus neviděl nutně pozitivně. Byla nařčena z feministické misogynie a to že hodnotu ženy poměřovala podle maskulinních hledisek. Tehdejším feministkám se také nelíbila její přílišná buržoaznost a omezenost její třídní perspektivy. Podle Sandrine Bergès a Allana Coffee bylo toto nařčení nejspíše spojeno s obecným podezřením tehdejšího feminismu vůči období 18. století a osvícenských myšlenek, kde dominoval abstraktní rozum nad emocí a kde byl rozum propojen s univerzalismem a tudíž neumožnil tak dobře artikulovat ženský pohled na svět. Berges i Coffee zdůrazňují, že Wollstonecraftová sice byla produktem své doby, ale její představy o roli rozumu a emocí byly daleko nuancovanější, než si tehdejší druhovlnový feminismus byl ochoten připustit.
Její vliv se ale postupně proměňuje a s publikacemi nových biografií a interpretací se Wollstonecraftové dostává i mimo svět gender studies – ať už se jedná o studii A Vindication of Political Virtue od Virginie Sapiro či biografii od Jane Todd, Wollstonecraft and the Feminist Imagination od Barbary Taylor či Philosophy, Passion and Politics od Sylvany Tomaselli.

## Dílo
Hlavní práce Mary Wollstonecraftové mají v angličtině následující úplné názvy. Byly převážně poprvé uveřejněny v Londýně nakladatelstvím Joseph Johnson.
- Thoughts on the Education of Daughters: With Reflections on Female Conduct, in the More Important Duties of Life. London: Joseph Johnson, 1787.
- Mary: A Fiction. London: Joseph Johnson, 1788.
- Original Stories from Real Life: With Conversations Calculated to Regulate the Affections and Form the Mind to Truth and Goodness. London: Joseph Johnson, 1788.
- A Vindication of the Rights of Men, in a Letter to the Right Honourable Edmund Burke. London: Joseph Johnson, 1790.
- A Vindication of the Rights of Woman with Strictures on Moral and Political Subjects. London: Joseph Johnson, 1792.
- On the Prevailing Opinion of a Sexual Character in Women, with Strictures on Dr. Gregory's Legacy to His Daughters. Otištěno v časopise New Annual Register (1792), str. 457–466.
- An Historical and Moral View of the French Revolution; and the Effect It Has produced in Europe. London: Joseph Johnson, 1794.
- Fragment of Letters on the Management of Infants. Posthumous Works of the Author of A Vindication of the Rights of Woman. Vydavatel William Godwin. London: Joseph Johnson, 1798. [Uveřejněno posmrtně; nedokončeno.]
- Lessons. Posthumous Works of the Author of A Vindication of the Rights of Woman. Vydavatel William Godwin. London: Joseph Johnson, 1798. [Uveřejněno posmrtně; nedokončeno.]
- Hints. Posthumous Works of the Author of A Vindication of the Rights of Woman. Vydavatel William Godwin. London: Joseph Johnson, 1798. [Uveřejněno posmrtně; nedokončeno; částečně zpracováno vydavatelem podle jeho paměti.]